# Адрар дез Ифогас
Адрар дез Ифогас (на френски: Adrar des Ifoghas) е обширно плато в североизточната част на Мали и частично на територията на Алжир, разположено в южната част на Сахара. Названието на платото е дадено от туарегите. Адрар означава „планина, масив“, а ифогас е название на местно туарегско племе, чийто основен клан Ифога е оказвал значително политическо влияние върху другите племена в тази част на пустинята. Така в буквален превод Адрар дез Ифогас означава „Планината на ифогасите“. Главното населено място е малкият град Кидал, разположен в южното му подножие.
Местните жители отглеждат камили, зебу, пшеница, тютюн, пипер, лук.

## География
Най-високата точка е с височина от около 890 m над морското равнище и е в непосредствена близост до границата с Алжир. Целият масив е осеян с големи образувания от древни гранитни скали. Срещат се и т.нар. гелти – плитки естествени езера, образувани от избиването на подпочвени води на повърхността. Долинните местности са труднодостъпни и сухи. На юг част от тях се свързват със сухата долина Азауад, а на север – с каменистото плато Танезруфт. В сухите долини (уади) на относително малка дълбочина има подпочвени (грунтови) води, като в тях виреят ксерофитни треви, във водосборните котловини е развита слаба опустинена савана, а най-високите части са заети от планинска пустиня. Покрай западното подножие на платото преминава съвременен асфалтов път от град Бешар в Алжир до град Гао в Мали, изграден по трасето на бивш кервански път.
На територията на Адрар дез Ифогас се намират множество изрисувани пещери и останки от древни сахарски култури. Районът е богат на археологически останки, особено скални рисунки, които изобразяват ловуващи мъже и земеделци, отглеждащи добитък. Скелетът на човек Аселар също е открит в района от Владимир Беснар и Теодор Моно. Адрар дез Ифогас също е популярен за пешеходен туризъм.

## История
През 2013 г. суровите пустоши на планината се превръщат в убежище за ислямистки бойци, бягащи от френската намеса в гражданската война в Мали.  На 22 февруари се води битка в Адрар де Ифогас, убити са 25 чадци, включително Абдел Азиз Хасане Адам, водещият командир на чадските специални части в Мали и 93 ислямисти. На 12 март се състои битка в село Тигаргар, при която загиват един чадски войник и 6 ислямисти. Битката води до това, че чадците превземат селото.
В днешно време това е район на действие на бунтовническата туарегска групировка Демократично движение за промяна от 23 май.